# Rhadi Ferguson
Rhadi Bullard Ferguson (* 3. dubna 1975 Portland) je bývalý americký těžký atlet – zápasník, grappler, fotbalista (am.), vzpěrač.

## Sportovní kariéra
Narodil se do sportovní rodiny. Jeho otec Rufus hrál školskou ligu NCAA amerického fotbalu a v roce 1973 byl draftován jako 404. profesionální soutěží NFL. Narodil se v Portlandu v Oregonu v době, kdy jeho otec hrál za místní tým Thunder a od narození byl s rodiči na cestách po Spojených státech za prací. O dětství měl blízko k úpolovým sportům. Na střední škole Richard Montgomery High na předměstí Washingtonu hrál americký fotbal a zápasil v tradičním (školním) zápasnickém stylu. S vysokoškolským týmem Bison amerického fotbalu univerzity Howard ve Washingtonu vyhrál v roce 1993 a 1996 soutěž Black college FNC.
Judu se začal systematicky věnovat po promoci na Howard University v roce 1997, tzv. splnit se sen startovat na olympijských hrách. Americká těžká váha v judu není od osmdesátých let dvacátého století v nejlepší kondici a šanci prosadit se v reprezentaci má prakticky kdokoliv. V roce 1999 se dostal do olympijského tréninkového centra v Colorado Springs. V roce 2000 však napoprvé v americké olympijské kvalifikaci na olympijské hry v Sydney neuspěl.
Od roku 2001 pracoval jako kondiční trenér a k vrcholové přípravě se vrátil opět s blížícím se olympijským rokem. V roce 2004 napodruhé uspěl v americké olympijské kvalifikaci a startoval na olympijských hrách v Athénách. Svým divacky atraktivním, ale velmi neortodoxním (nejudistickým) projevem připomínajícím grappling se skládkami z amerického fotbalu prohrál ve druhém kole na body s favorizovaným Jihokorejcem Čang Song-hoem. Po splnění olympijského snu se aktivně judu od roku 2005 nevěnoval.
V roce 2010 Mezinárodní judistická federace přistoupila k razantním změnám pravidel, která podobný styl zápasení jaký předváděl Rhadi Ferguson omezila, tj. přinutila judisty více využívat soupeřovu horní část judogi k provádění chvatů. Naprotá většina klasických (Kódókanem schválených) judistických chvatů vychází z úchopu za horní část judogi (límec, rukav).